# Nepenthes masoalensis
Nepenthes masoalensis is een vleesetende bekerplant uit de familie Nepenthaceae. De soort is endemisch in Madagaskar. Op dit eiland komt ook N. madagascariensis voor. Deze twee planten zijn de enige vertegenwoordigers van het geslacht Nepenthes die op het eiland voorkomen.
Nepenthes masoalensis is alleen in het oosten van het eiland aangetroffen, met name op het schiereiland Masoala. Zijn leefgebied bestaat onder andere uit Pandanus- en veenmosmoerassen, berghellingen en xerofyte vegetatie, van 30 tot 400 meter boven zeeniveau.
... · 
N. alata · 
N. albomarginata · 
N. ampullaria · 
N. argentii · 
N. aristolochioides · 
N. attenboroughii · 
N. bicalcarata · 
N. bokorensis · 
N. bongso · 
N. boschiana · 
N. burkei · 
N. campanulata · 
N. chaniana · 
N. danseri · 
N. deaniana · 
N. densiflora · 
N. diatas · 
N. distillatoria · 
N. edwardsiana · 
N. ephippiata · 
N. gracilis · 
N. gymnamphora · 
N. hirsuta · 
N. inermis · 
N. insignis · 
N. jamban · 
N. khasiana · 
N. lamii · 
N. leyte · 
N. lingulata · 
N. lowii · 
N. macfarlanei · 
N. macrophylla · 
N. madagascariensis · 
N. masoalensis · 
N. maxima · 
N. mirabilis · 
N. monticola · 
N. northiana · 
N. ovata · 
N. peltata · 
N. pervillei · 
N. pitopangii · 
N. rafflesiana · 
N. rajah ·
N. rhombicaulis · 
N. rosea ·
N. sanguinea · 
N. sibuyanensis · 
N. spathulata · 
N. tenax · 
N. tenuis · 
N. veitchii ·
N. ventricosa ·
N. vieillardii ·
N. villosa · 
...